# Umgangsbestimmungsrecht
Das Umgangsbestimmungsrecht ist in Deutschland ein Teil der elterlichen Sorge. Die Inhaber des Umgangsbestimmungsrechts legen nach § 1632 Abs. 2 BGB fest, welche Personen wann und wie lange Umgang mit den minderjährigen Kindern bzw. Jugendlichen haben unter anderem auch unter Berücksichtigung des Umgangsrechts etwa für Großeltern und nahestehende Personen.
Das Umgangsbestimmungsrecht ist nicht mit dem Aufenthaltsbestimmungsrecht gleichzusetzen, denn es stellt einen anderen Bereich (Wirkungskreis) dar, wie der Bundesgerichtshof 2016 betonte: „Das Umgangsbestimmungsrecht ist selbstständiger Teil der Personensorge, der im Fall der Kindeswohlgefährdung gesondert entzogen werden kann. Bei einem Konflikt unter den Eltern sind eine gerichtliche Umgangsregelung und die Bestimmung eines Umgangspflegers als mildere Mittel stets vorrangig.“ Das Familiengericht hat gemäß §§ 1684, 1685 BGB die Kompetenz, eine Regelung bezüglich Häufigkeit, Dauer, Ort und Zeit, Umgangsbegleitung oder Umgangsausschluss zu treffen. Für die Umsetzung dieser Regelungen kann eine Umgangspflegschaft eingerichtet werden.